# آبنبات‌فروش
آبنبات فروش (به انگلیسی: Lollipop) نام ترانه‌ای استودیویی اثر آکوا که در سال ۱۹۹۷ خوانده شده است.